# Хэнкок (фильм)
«Хэнкок» (англ. Hancock) — американский комедийный фантастический боевик о супергероях 2008 года, снятый режиссёром Питером Бергом. В главных ролях снялись Уилл Смит и Шарлиз Терон.
Рекламный лозунг: Он — обычный человек… почти.

## Сюжет
Известный житель Лос-Анджелеса Джон Хэнкок (Уилл Смит) имеет необыкновенную силу, способность летать и неуязвимость к ранениям. Своими способностями он пользуется, спасая жизни людей и ловя преступников. Однако делает это он весьма грубо, нередко разрушая дома, дороги и нанося прочий многомиллионный ущерб городу. При этом он крепко выпивает и хамит недовольным его выходками людям.
Специалист по пиару Рэй Эмбри (Джейсон Бейтман) пытается продвинуть в крупных корпорациях «глупый» проект, согласно которому компании бы бесплатно раздавали больным лекарства, помогали бы бедным и т. д. Символ компании — красное сердце. Разумеется, все относятся к Рэю пренебрежительно, но он не теряет надежды. Однажды Хэнкок спасает Рэя от верной смерти. В благодарность Рэй приглашает Хэнкока домой, угощает спагетти, знакомит со своей женой Мэри (Шарлиз Терон) и сыном Аароном (Джа Хэд). Рэй рассказывает Хэнкоку про местного хулигана Мишеля (Дег Ферч), который явно не в хороших отношениях с сыном Рэя. Аарон симпатизирует Хэнкоку, но Мэри явно в гневе. Хэнкок уходит.
Снова прилетев к дому Рэя, Хэнкок разбивает асфальт при посадке. Местный хулиган Мишель несколько раз называет Хэнкока козлом, что выводит героя из себя, и он отправляет Мишеля немного полетать.
Из присущего ему желания помогать людям, Рэй предлагает Хэнкоку изменить имидж: превратиться из хамоватого спасателя-алкоголика в идеального супергероя комиксов. Для начала Хэнкок, как законопослушный гражданин, садится в тюрьму за весь тот ущерб, который он причинил согражданам. Рэй постоянно навещает его и учит разным приёмам, с помощью которых можно повысить свою популярность: аккуратно взлетать и приземляться (а не на дорогие автомобили), совершать подвиги в специальном костюме, положенном любому герою комиксов, говорить встречным полицейским: «Good job!» (В русской версии — «Молодцом!», дословный перевод — «Хорошая работа!»)
И довольно скоро полиция зовёт Хэнкока на помощь, когда банда преступников ограбила банк и взяла заложников. В этот раз герой заботился не только о нейтрализации бандитов, но и о собственном имидже и вполне преуспел в этом. Теперь благодарные сограждане проводили его аплодисментами, а не оскорблениями, как это было раньше.
Расчувствовавшийся Хэнкок рассказывает Рэю и его жене Мэри свою грустную историю. Много лет назад он очнулся в больнице Майами с проломленной головой и не помнит, что было до этого. За прошедшие десятилетия (а именно 80 лет) Хэнкок ничуть не изменился, и даже пьянство его не состарило.
Неожиданно выясняется, что Хэнкок — не единственный супергерой в Лос-Анджелесе. Жена Рэя тоже умеет летать и может запросто проломить стену дома. Хэнкок очень заинтересовался этим феноменом, ведь он может открыть завесу над его прошлым. После долгих уговоров, сопровождающихся супергеройскими драками, разнёсшими часть Лос-Анджелеса, Мэри призналась, что три тысячи лет она была женой Хэнкока, но рассталась с ним сто лет назад, так как посчитала, что так будет лучше для всех.
Хэнкок разбирается с мелким грабителем в магазине, но тот стреляет в него, и Хэнкок получает ранение. Он падает, его отвозят в больницу. Оказывается, супергероев создавали парами, и, находясь рядом, они превращаются в смертных людей и становятся уязвимыми. Поэтому все прочие супергерои, жившие в счастливом браке, вымерли, остались только двое — Мэри и Хэнкок. Но они уже слишком долго пробыли вместе, и любая пуля, раньше отскакивавшая от них, теперь может оказаться смертельной. Они уже не раз были вместе… И каждый раз их пытались уничтожить, каждый раз Хэнкок спасал Мэри и они отдалялись друг от друга, но позже (через столетия) вновь сходились.
Тем временем из тюрьмы сбегают враги Хэнкока, мечтающие свести с ним счёты. Они нападают на супергероев в больничном комплексе, сразу ранят Мэри. Хэнкоку и Рэю удаётся добить обоих бандитов, но Хэнкок получает несколько пулевых ранений и падает без сознания. В процессе драки Мэри, лёжа на операционном столе, чувствует боль, которую испытывает Хэнкок, и пули, попадающие в него, убивают и её. Рэй со своим сыном проходит мимо лежащего без чувств Хэнкока. Они решают, что он мёртв. Но Хэнкок открывает глаза, выпрыгивает на улицу и из последних сил летит подальше от Мэри. Чем дальше он улетает, тем сильнее становится; каждый его скачок, сопровождаемый ударами об асфальт, транспорт, небоскрёбы, отражается на Мэри как разряд дефибрилляции. Она оживает. Хэнкок улетает в направлении Луны.
Спустя месяц, Рэй идёт с Мэри и Аароном по набережной. Хэнкок связывается с Рэем по телефону и предлагает посмотреть на небо. Рэй видит на Луне символ его компании — красное сердце, который там, очевидно, изобразил Хэнкок. Хэнкок спрыгивает с крыши небоскрёба в костюме супергероя.
После финальных титров полиция окружает преступника, который хватает женщину и берёт её в заложники. Прилетает Хэнкок, но преступник обращается к нему «Хренкок», говорит, что его костюм «водолазный», и под конец называет его уродом. Хэнкок оборачивается и делает раздражённое, немного уставшее лицо.

## В ролях
- Уилл Смит — Джон Хэнкок
- Шарлиз Терон — Мэри Эмбри
- Джейсон Бейтман — Рэй Эмбри
- Джа Хэд — Аарон Эмбри
- Дег Ферч — Мишель
- Даррел Фостер — сержант полиции
- Эдди Марсан — Рэд
- Дэвид Мэтти
- Аттикус Шаффер — мальчик на автобусной остановке (впервые на широком экране)

## Происхождение имени главного героя
Происхождение имени главного героя объясняется существованием устойчивого выражения «Распишись как Джон Хэнкок», «Мне нужен твой Джон Хэнкок» или просто «Сделай хэнкок», которое в США означает просьбу поставить свою подпись. Происхождение этой фразы связано с размашистой подписью под декларацией независимости США председателя конгресса Джона Хэнкока. Так в фильме, забыв своё имя из-за амнезии, герой Смита решил, что его зовут Джон Хэнкок, неправильно поняв эти слова медсестры в реанимации. Видимо, по этой же причине он увлёкся царапаньем каракулей на любой свободной поверхности — на бумаге, на стенах в тюрьме, нацарапанный на Луне крупный символ тоже весьма вписывается в этот образ.
Это объяснение происхождения имени Хэнкока в русской версии было заменено, поскольку далеко не всем известно выражение «Мне нужен твой Хэнкок». В русской версии фильма имя Джон он придумал себе сам, а фамилию Хэнкок взял с коробки с супом.

## Прокат
За неделю до его премьеры в США фильм был показан на военной базе США на Ближнем Востоке — показ был бесплатным для всех американских военнослужащих на этой базе.
19 июня 2008 года демонстрировался в рамках 30-го Московского международного кинофестиваля.
Первоначально фильм получил рейтинг «R» за то, что герой Смита употребляет алкоголь в присутствии несовершеннолетних и летает в состоянии алкогольного опьянения.

## Возможное продолжение
Режиссер первой части Питер Берг перед выходом «Хэнкока» сказал, что если фильм соберёт столько же денег, сколько прогнозировалось, то, скорее всего, последует продолжение — «Хэнкок 2». После выхода фильма на DVD и Blu-ray Disc актер Уилл Смит сказал, что продолжаются обсуждения о возможном продолжении: «Идеи ещё не... разработаны, но мы выстраиваем целый мир; я думаю, люди будут очень удивлены новым миром Хэнкока». 14 сентября 2009 года режиссёр в интервью каналу MTV заявил, что Шарлиз Терон и Уилл Смит подтвердили своё участие в сиквеле фильма «Хэнкок». В качестве сценаристов к проекту приписаны Адам Фиерро и Глен Маззара, работавшие над сериалами «Декстер» и «24 часа». Шарлиз Терон подтвердила, что она снова сыграет свою роль, и Берг сообщил, что ожидает появления третьей актрисы в роли ещё одного персонажа с такими же способностями, как у персонажей Смит и Терон.
В январе 2012 года Берг подтвердил свои планы снять вторую часть фильма. Выход второй части был запланирован на 2015 год, однако позже создатели подтвердили информацию, что релиз перенесён на неопределённое время.
В интервью 2020 года Терон заявила, что по-прежнему заинтересована в продолжении «Хэнкока», но признала, что пока нет прогресса в продвижении производства.
В феврале 2025 года актер Уилл Смит заявил, что в Голливуде обсуждается вторая часть фильма «Хэнкок». Вышедший в 2008 году боевик, в котором Смит сыграл главную роль, покорил многих зрителей нестандартным подходом к изображению всесильного борца со злом. Во втором фильме на вторую главную роль претендует актриса Зендея. Дата выхода пока не сообщается, так как Уилл Смит занят в фильмах «Я — легенда 2», «Плохие парни 5», потом возьмется за сиквел Хэнкока, который выйдет примерно в 2028-2029 гг.